# Dicranopteris seramensis
Dicranopteris seramensis är en ormbunkeart som beskrevs av Masahiro Kato. Dicranopteris seramensis ingår i släktet Dicranopteris och familjen Gleicheniaceae. Inga underarter finns listade.